# سنت کورن
سنت کورن (به انگلیسی: St Keverne) یک روستا و محله مدنی در بریتانیا است که در کورنوال واقع شده‌است. سنت کورن ۲٬۱۴۷ نفر جمعیت دارد.